# Refugi Nacional de Fauna Salvatge de l'Àrtic

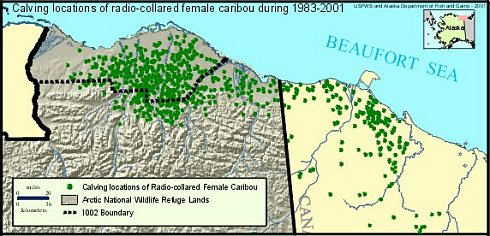
Un mapa elaborat pel Servei de Pesca i Fauna Salvatge mostra les àrees on els rens del Porcupine vedellen. Els punts verds representen els indrets de naixements. Al nord de la línia de punts negres és l'Àrea 1002 on es proposa l'extracció del petroli.

El Refugi Nacional de Fauna Salvatge de l'Àrtic (Arctic National Wildlife Refuge o ANWR [ˈæn.wɑɹ]) es troba al nord-est d'Alaska (Estats Units) al sud de la costa de la mar de Beaufort que és una part l'oceà Àrtic. Fa frontera amb el territori del Yukon (Canadà) a l'est i més precisament el Parc Nacional d'Ivvavik (Ivvavik National Park o Parc national Ivvavik) i el Parc Nacional de Vuntut (Vuntut National Park o Parc national Vuntut).
El refugi es compon de 78.050,59 quilòmetres quadrats (més gran que la totalitat dels Països Catalans) al Vessant Nord (North Slope) d'Alaska gestionat pel Servei de Pesca i Fauna Salvatge (Fish and Wildlife Service o FWS) dels Estats Units. Es troba al Borough de North Slope i l'Àrea Censal de Yukon-Koyukuk. És el major refugi nacional de fauna salvatge del país, una mica més gran que el Refugi Nacional de Fauna Salvatge del Delta del Yukon (Yukon Delta National Wildlife Refuge). És administrat des de les seves oficines a Fairbanks.

## Extracció del petroli
La qüestió de l'extracció del petroli al refugi ha estat una controvèrsia política als Estats Units des del 1977. La polèmica se centra en una àrea de 6.100 quilòmetres quadrats de la plana costanera que es coneix com l'Àrea 1002 (1002 Area) Una gran part del debat es basa en la quantitat de petroli recuperable d'una manera econòmica contra l'efecte d'aquestes activitats industrials en el medi ambient. Els ecologistes han argumentat que el desenvolupament petrolier podria perjudicar els rens del Porcupine (Rangifer tarandus granti). Les operacions previstes tenen el potencial de bloquejar els seus ramats des de les zones on vedellen. Els activistes també han expressat la seva preocupació pel fet que les operacions petrolieres podrien erosionar el fràgil sistema ecològic de la tundra àrtica i danyar la vida salvatge que depèn d'aquest entorn.